# ميشيل والش
ميشيل والش (بالإنجليزية: Michelle Walsh)‏ (2 أغسطس 1982 في جمهورية أيرلندا - ) هي لاعبة كرة قدم أيرلندية في مركز الوسط. شاركت مع منتخب جمهورية أيرلندا لكرة القدم للسيدات. أما مع النوادي، فقد لعبت مع Blackburn Rovers W.F.C. ‏ وLeeds United Women F.C. ‏ وDoncaster Rovers Belles L.F.C. ‏ وGuiseley A.F.C. Vixens ‏.

## وصلات خارجية
- ميشيل والش على موقع الاتحاد الدولي (مؤرشف)  (الإنجليزية)